# Três Irmãos de Sangue
Três Irmãos de Sangue é um filme brasileiro de 2006, um documentário dirigido por Ângela Patrícia Reiniger.

## Sinopse
O filme mostra a vida de Betinho, Henfil e Chico Mário e como suas ações se misturam com a história política, social e cultural do Brasil na segunda metade do século XX.
Parte da renda do documentário é doada em benefício da ABIA - Associação Interdisciplinar de AIDS.

## Festivais e premiações
Foi exibido em maio de 2007 no Festival de Cinema em Paris e ganhou o prêmio de melhor filme no 5º Cine Fest Petrobras Brasil, em Nova York, após votação em júri popular.
O filme levou também o prêmio de melhor roteiro no Festival de Goiânia, além de receber menção honrosa no Femina Fest, em julho de 2007.
Betinho, cientista social, exilado político, fundador da Campanha Contra a Fome e a Miséria e Pela Vida, que foi indicado em 1994 ao Prêmio Nobel da Paz; 
Henfil, cartunista que lutou pela volta dos exilados durante a ditadura militar e criou a expressão Diretas Já como forma de exigir a volta da democracia ao Brasil; e 
Chico Mário foi um músico pioneiro na criação de música independente e compositor de canções contra a tortura.
Os irmãos se destacaram na luta em defesa dos direitos humanos e justiça social.